# Schädel von Hahnöfersand
Koordinaten: 53° 32′ 47,9″ N, 9° 45′ 53,7″ O
Als Schädel von Hahnöfersand wird das Stirnbein eines mittelsteinzeitlichen Menschen (Homo sapiens) bezeichnet, das 1973 zwischen Hahnöfersand (Landkreis Stade) und Hamburg-Cranz im Spülsand der Elbe gefunden wurde. Das Schädel-Fragment wurde zunächst im Zuge eines Fälschungsskandals auf 36.000 BP datiert, was jedoch auf 5400 v. Chr. korrigiert werden musste. Dennoch gilt er als ältester menschlicher Knochenfund aus dem Großraum Hamburg. Das Stirnbein wird in der Dauerausstellung des Archäologischen Museums Hamburg in Hamburg-Harburg gezeigt.

## Fundumstände
Der Schädelrest wurde 1973 zusammen mit weiteren Knochenfragmenten von dem archäologisch interessierten Laienforscher H. R. Labukt auf einem Spülfeld am südlichen Elbufer bei Cranz, nahe der Insel Hahnöfersand gefunden. Der vermutlich weichselzeitliche Spülsand wurde, zusammen mit dem Knochenstück, bei der Verlegung eines Deiches aus der Fahrrinne der Elbe dorthin gepumpt. Die mitgefundenen Knochenfragmente gingen vor der wissenschaftlichen Untersuchung verloren. Das Stirnbein ist bis auf wenige Defekte vollständig erhalten und von dunkelbrauner Farbe. Auf der Oberseite zeigt es diverse Schürfspuren, die vom Transport im Strom der Elbe herrühren. Seine ursprüngliche Herkunft ist nicht bekannt.

## Erste wissenschaftliche Bearbeitung

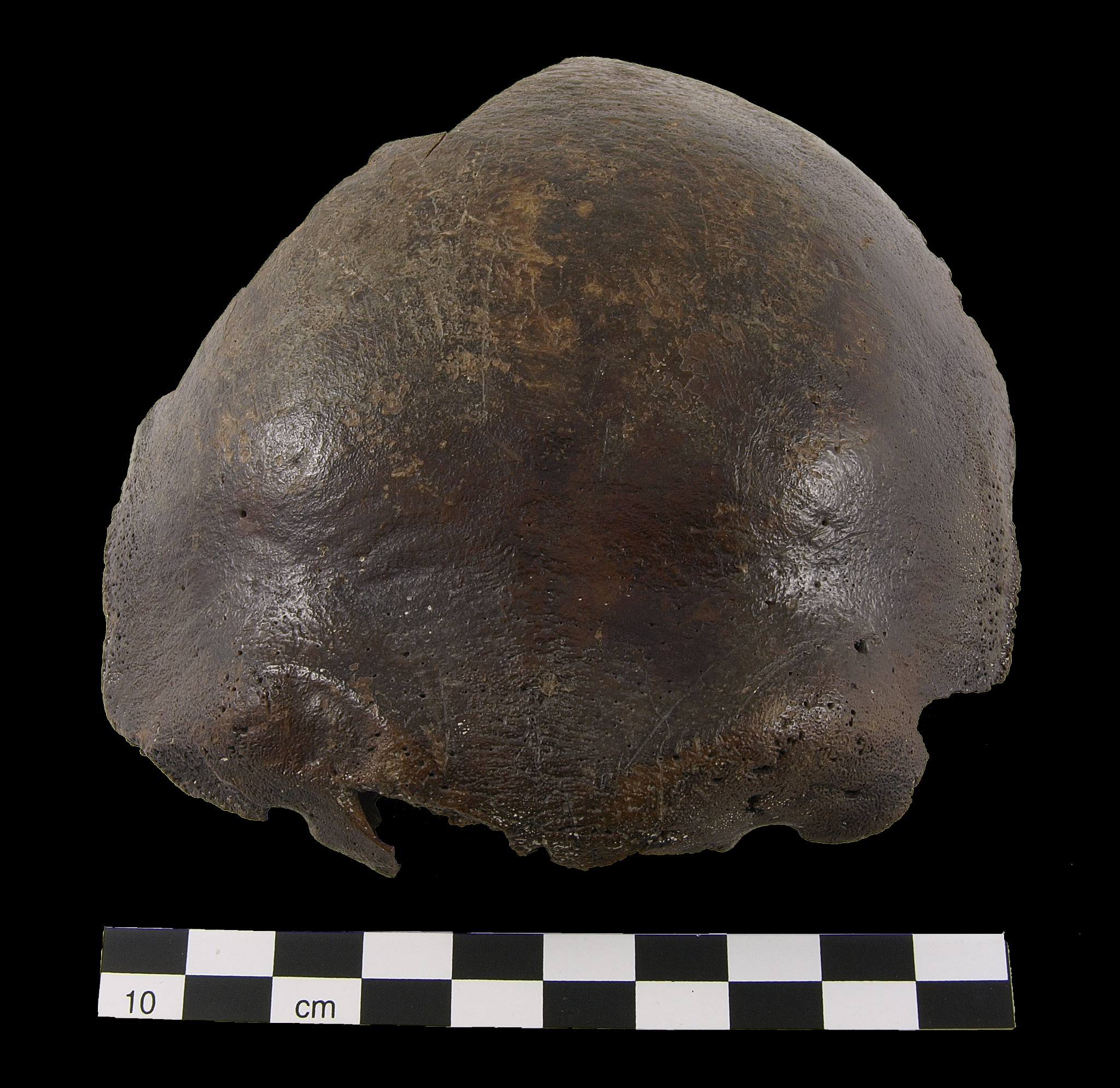
Frontansicht mit Maßstab

Die erste wissenschaftliche Bearbeitung erfolgte am Helms-Museum und dem Anthropologischen Institut der Universität Hamburg. Der Fund wurde durch Reiner Protsch am Institut der Anthropologie und Humangenetik für Biologen an der Universität Frankfurt mittels zweier 14C-Datierungen in die Zeit um 36.000 B. P. datiert.  Diese Datierung stellte sich jedoch später als wissenschaftliche Fälschung heraus. Aufgrund der von Protsch vorgelegten Datierungen sowie der ausgeprägten Überaugenwülste in Verbindung mit der relativ flachen Stirn wurde das Schädelteil in die Übergangszeit vom Neandertaler (Homo neanderthalensis) zum anatomisch modernen Menschen (Homo sapiens) datiert und als Stirnbein eines Neandertalers interpretiert. Die Untersuchungsergebnisse wurden 1980 von Günter Bräuer vorgelegt. Danach enthielt das Knochenstück ungewöhnlich viel Kollagen, was gegen eine lange Verspülung im Strom der Elbe sprechen würde. Demnach wäre dieses Knochenstück der nördlichste Fund eines Neandertalers überhaupt. Diese Informationen fanden breiten Eingang in die Fachliteratur und nährten die Kontroversen um den zeitlichen Ablauf der Ablösung der Neandertaler durch den anatomisch modernen Menschen und einer genetischen Vermischung beider Spezies.

## Neubearbeitung
Neuere Untersuchungen widerlegten jedoch die früheren Ergebnisse und deckten eine offensichtliche Falschdatierung durch Reiner Protsch auf. Zwei in Oxford durchgeführte Radiokohlenstoffdatierungen mittels Beschleuniger-Massenspektrometrie (AMS) aus den Jahren 1999 und 2001 datierten den Fund übereinstimmend in die Mittelsteinzeit (7470 ± 100 B.P. und 7500 ± 55 B.P.), also um 5400 v. Chr. Trotz dieser beträchtlich jüngeren Datierung gehört das Stirnbein weiterhin zu den ältesten, sicher datierten menschlichen Knochenfunden Norddeutschlands. Diese zuverlässigere Datierung machte eine neue Bewertung des Fundes notwendig. Anthropologische Untersuchungen des Stirnbeinfragments im Vergleich mit anderen humanen Knochenfunden dieser Zeit relativierten ebenso die postulierten, auffälligen Übereinstimmungen mit den für Neandertaler charakteristischen Schädelmerkmalen. Das Fragment gehörte offensichtlich einem sehr robusten anatomisch modernen Menschen, der eine markante, aber innerhalb der normalen genetischen Variabilitäten liegende, flache Stirn mit ausgeprägten Überaugenwülsten besaß. Ein morphologisch vergleichbarer Fund liegt aus dem etwas jüngeren, etwa auf 5170 v. Chr. datierten Schädelrest von Drigge aus dem Strelasund bei Rügen vor. Die Neudatierung, ebenso wie die daraufhin korrigierten Interpretationen sind jetzt wissenschaftlich allgemein akzeptiert. Nähere Lebens- oder Todesumstände ließen sich aus dem Knochenrest jedoch nicht ableiten.
2021 wurde an der Universität Tübingen eine digitale Rekonstruktion des restlichen, fehlenden Schädels um das Stirnbein erstellt. Daneben wird dort über eine DNA-Analyse versucht, das biologische Geschlecht und die Herkunft des Individuums zu ermitteln.